# ارلنزی
ارلنزی (به آلمانی: Erlensee) یک شهرک و شهر در آلمان است که در ماین-کینتسیگ واقع شده‌است. ارلنزی ۱۲٬۶۴۵ نفر جمعیت دارد.

## خواهرخوانده
شهرهای Wusterwitz و بیگلسوید خواهرخوانده‌های ارلنزی هستند.